# Poor Little Rich Girl (1936)
Poor Little Rich Girl (Brasil: Pobre Menina Rica / Portugal: O Soldadinho de Chocolate), anunciado como The Poor Little Rich Girl, é um filme estadunidense de 1936, do gênero musical, dirigido por Irving Cummings e protagonizado por Shirley Temple e Alice Faye. É baseado no filme mudo The Poor Little Rich Girl de 1917. O roteiro, escrito por Sam Hellman, Gladys Lehman e Harry Tugend é baseado em estórias de Eleanor Gates e Ralph Spence. O filme conta a história de uma criança (Temple) negligenciada pelo pai rico e ocupado. Ela encontra dois artistas e se torna uma estrela no rádio. O filme recebeu crítica indiferente do jornal  The New York Times.

## Sinopse
Barbara (Shirley Temple) é a filha caçula de Richard Barry (Michael Whalen), um viúvo e grande proprietário de uma empresa que fabrica sabonetes. Por conta de um leve resfriado, Barbara é levada para cama por uma de suas serventes: Collins. A outra servente, Woodward, sugere a Richard que a menina deva ser matriculada em um colégio interno. Quando Collins a leva até a estação de trem, um acidente acontece, terminando com Collins sendo levada ao hospital. Barbara fica totalmente sozinha, sem ninguém e acaba seguindo um homem até o centro da cidade. Ele pergunta seu nome, mas Barbara diz que é Betsy Ware, uma órfã. No dia seguinte, ela é descoberta por uma dupla de cantores e dançarinos: Jimmy (Jack Haley) e sua mulher Jerry Dolan (Alice Faye). Sabendo que ela é uma órfã, eles tem a ideia de ingressá-la a seu número musical formando o trio Dolan, Dolan & Dolan. Com a ajuda da empresária Margaret Allen, o trio acaba virando o maior sucesso.

## Elenco
- Shirley Temple como Barbara Barry, filha de Richard Barry
- Michael Whalen como Richard Barry, um viúvo, pai de Barbara, dono de indústria de sanão
- Jack Haley como Jimmy Dolan, como artista e marido de Jerry
- Alice Faye como Jerry Dolan, como artistas e esposa de Jimmy Dolan
- Gloria Stuart como Margaret Allen
- Claude Gillingwater, como Peck
- Sara Haden como Collins
- Jane Darwell como Woodward
- Arthur Hoyt como Percival Hooch, assistente de Peck
- Henry Armetta como Tony
- Tony Martin como barítono no rádio (não creditado)
- Paul Stanton como George Hathaway
- Charles Coleman como Stebbins
- John Wray como Flagin
- Tyler Brooke como Dan Ward
- Mathilde Comont como a esposa de Tony